# Au sud d'Alger
Au sud d'Alger (South of Algiers) est un film britannique en Technicolor réalisé par Jack Lee, sorti en 1953.

## Synopsis
Un archéologue travaillant au British Museum se lance à la recherche d’un ancien masque fait en or, qui serait enterré dans une tombe romaine quelque part dans l'actuelle Algérie mais il est poursuivit par des pilleurs de tombes, qui vont tenter de voler la précieuse relique.

## Fiche technique
- Titre original : South of Algiers
- Réalisation : Jack Lee
- Scénario : Robert Westerby
- Production : Mayflower Productions, Associated British Picture Corporation (ABPC)
- Lieu de tournage : Tunisie
- Musique : Robert Gill
- Direction musicale : Louis Levy
- Image : Oswald Morris
- Montage : Vladimir Sagovsky
- Pays d'origine : Royaume-Uni
- Langue : anglais
- Format : couleur Technicolor – 35 mm – 1,37:1 – mono (RCA Sound System)
- Genre : Aventures
- Durée : 88 min
- Dates de sortie : 
  -  États-Unis : 17 mars 1953
  -  France :16 octobre 1953

## Distribution
- Van Heflin : Nicholas Chapman
- Wanda Hendrix : Anne Burnet
- Eric Portman : Doctor Burnet
- Charles Goldner : Petris
- Jacques Brunius: Kress
- Jacques François : Jacques Farnod
- Aubrey Mather : Professeur Young
- Simone Silva : Zara
- Marne Maitland : Thankyou
- George Pastell : Hassan
- Alec Mango : Mahmoud